# La Mujer Nueva
La Mujer Nueva fue un periódico chileno que editó el Movimiento Pro-Emancipación de las Mujeres de Chile (MEMCH) entre 1935 y 1941. Se convirtió en una importante publicación de corte periodístico que debatió en sus artículos e ilustraciones sobre la condición de la población femenina.